# Odiseu
Odiseu (greacă: Ὀδυσσεὺς), cunoscut și sub numele latin Ulise, este un personaj mitologic, celebru erou grec (cunoscut din Iliada, dar mai ales din Odiseea) care a participat la Războiul troian. Odiseu era regele Itacăi și fiul lui Laertes (după o versiune, după o alta, al lui Sisif) și al Anticleei. S-a căsătorit cu Penelopa, fiica lui Icarius, cu care a avut un fiu, pe nume Telemah. 

## IliadașiOdiseea
În războiul troian, Odiseu are un rol important. Vestit pentru mintea sa isteață și pentru prudența și vorbele frumoase pe care știa să le rostească, el este trimis adeseori în solii sau i se dau diverse însărcinări. De pildă, este trimis la regele Lycomedes să-l aducă pe Ahile, îl însoțește pe Menelau atunci când acesta se duce să o ceară pe Elena de la troieni, mijlocește împăcarea lui Agamemnon cu Ahile, o aduce pe Ifigenia la Aulis, e trimis să-l caute pe Filoctet împreună cu armele lui Hercule, pătrunde ca iscoadă în Troia și se înțelege pe ascuns cu Elena să-i trădeze pe troieni etc.
Tot lui Odiseu, care pe câmpul de luptă a dat dovadă de mult curaj și vitejie făcând numeroase victime, îi aparține și ideea calului de lemn în pântecele căruia s-a ascuns împreună cu alți cinci sute de soldați greci și a pătruns în cetatea Troiei, reușind să-i deschidă astfel porțile în fața grecilor. După terminarea războiului, Odiseu o pornește și el, ca și ceilalți, spre casă. Calea de întoarcere îi va fi însă lungă și presărată cu multe peripeții. O primă furtună pe mare îi abate pe țărmurile Traciei; se oprește apoi pe meleagurile lotofagilor și zăbovește mai mult în țara ciclopilor de unde scapă cu viață, din nou, numai datorită agerimii minții sale. Reușește să fugă de acolo orbindu-l pe Polifem și-și atrage în felul acesta mânia lui Poseidon, care era tatăl ciclopului.
Ajuns în insula lui Aeolus, Odiseu capătă în dar de la acesta un burduf în care sunt închise vânturile. Crezând că înăuntru se afla vin, însoțitorii lui Odiseu deschid burduful și dezlănțuie în felul acesta o groaznică furtună pe mare. Purtate de valuri, vasele rătăcesc la întâmplare și ajung pe meleagurile lestrigonilor, neam de antropofagi, care-i ucid pe greci și le distrug corăbiile. Singur Odiseu reușește să-și desprindă corabia de țărm și să scape cu fuga. În insula Aeaea, la magiciana Circe - cu care are și un fiu - pe Telegonus - eroul zăbovește un an încheiat, după care o pornește din nou la drum, nu înainte de a fi stat de vorbă cu umbra lui Tiresias, care-i dezvăluie viitorul. Izbutește să treacă teafăr de insula sirenelor, apoi printre Scila și Caribda, dar încep să-i lipsească merindele și tovarășii săi de drum se plâng de foame.
Încălcându-i porunca, ei înjunghie câteva animale din cirezile zeului Apollo, ca să aibă cu ce se ospăta. Mânia zeilor le este acum fatală. Uraganul dezlănțuit cu acest prilej îneacă corăbii și oameni. Singur Odiseu e cruțat. Agățat de un catarg, el e purtat pe ape, la voia întâmplării și dus în insula lui Calypso. Aici eroul va zăbovi șapte (într-o altă versiune zece) ani încheiați, înlănțuit de dragostea frumoasei nimfe, pe care numai porunca lui Zeus o va determina să-l lase să plece mai departe.
O nouă furtună pe mare, de data aceasta iscată de Poseidon, îl aruncă pe Odiseu, din nou naufragiat, pe țărmul insulei feacilor (insula Corfu). Găsit de Nausicaa, fiica regelui Alcinous, este călăuzit de către aceasta la palatul tatălui ei. Mișcat de istorisirea tuturor întâmplărilor nefericite care s-au abătut asupră-i, regele feacilor îi dăruiește eroului o corabie, cu ajutorul căreia izbutește să ajungă, în sfârșit, în patrie. În Itaca pe Odiseu îl așteaptă însă noi încercări. În timpul îndelungii lui absențe, cu toată dragostea și credința nestrămutată pe care o nutrește față de el soția sa, Penelopa, pețitorii acesteia au pus stăpânire pe avutul și pe palatul lui. Ei petrec aici, ca la ei acasă, în nesfârșite ospețe. După douăzeci de ani, nimeni nu-și mai aduce aminte de Odiseu, așa încât eroul, sosit în mijlocul lor, trece neobservat cu atât mai mult cu cât s-a deghizat în cerșetor. Își dezvăluie adevărata identitate numai bătrânului porcar Eumaeus și propriului fiu, Telemah, cu ajutorul cărora îi încercuiește și-i ucide pe toți pețitorii. Între timp el este recunoscut și de Penelopa, alături de care va domni de acum înainte, din nou, în Itaca.

## Galerie

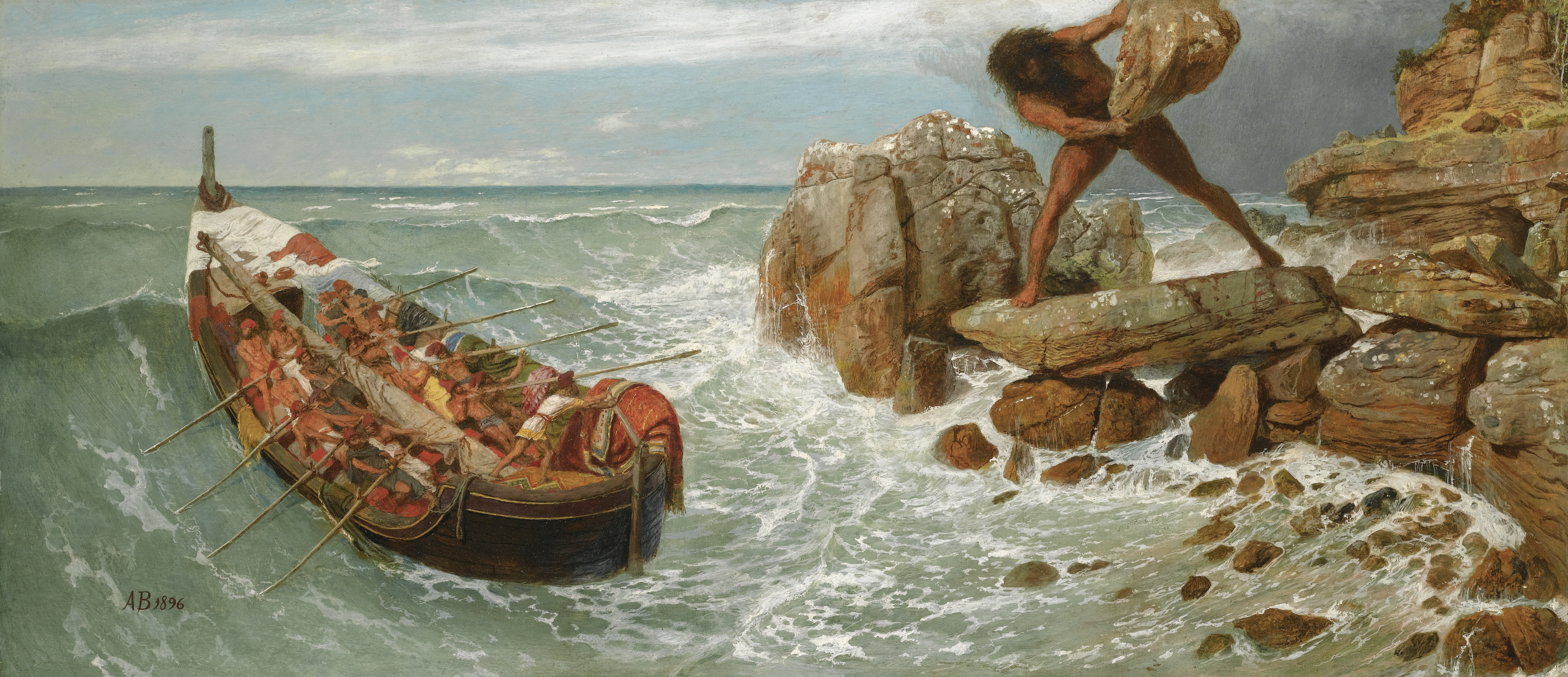
Odiseu și Polifem de Arnold Böcklin
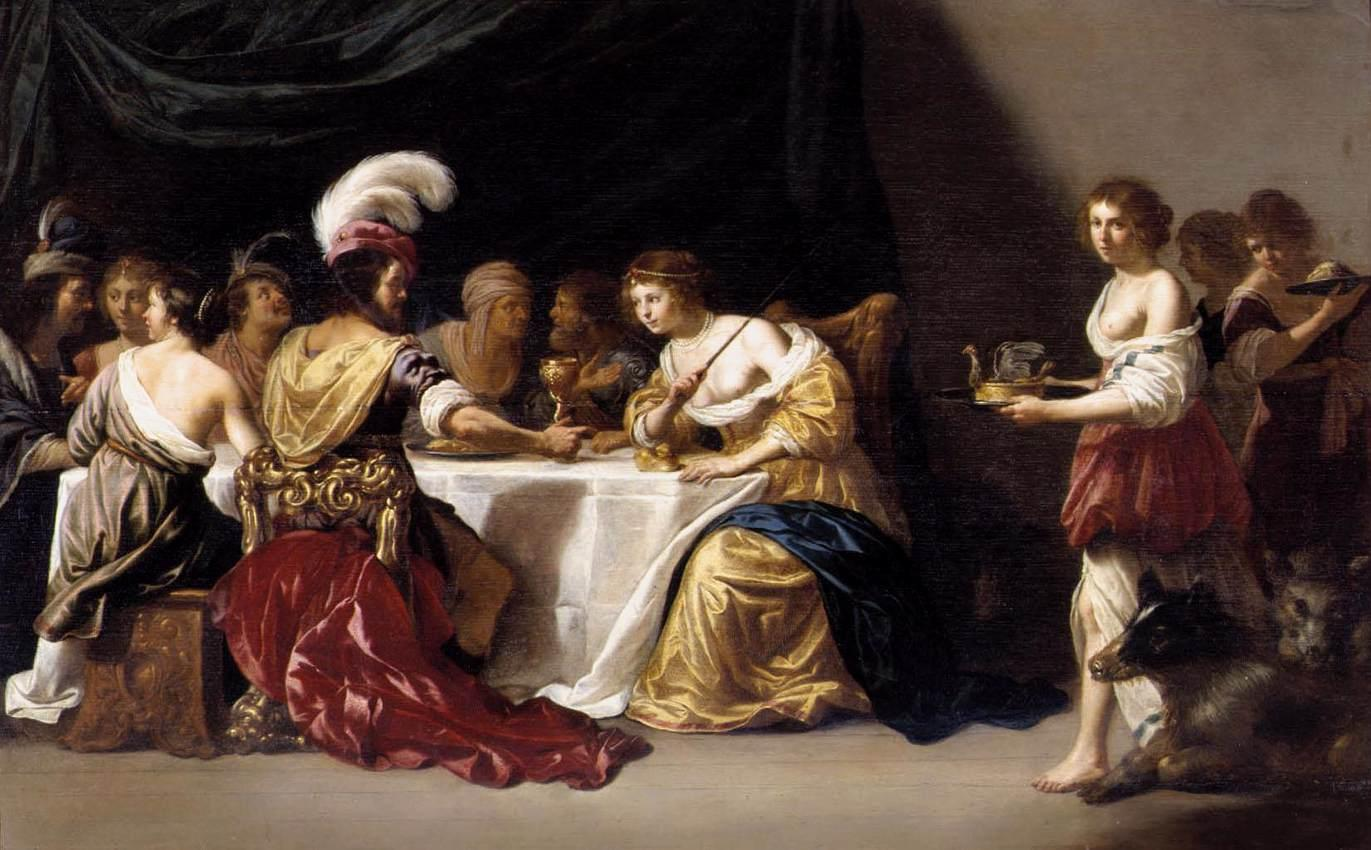
Ulise și Circe (tablou de Jan van Bijlert)
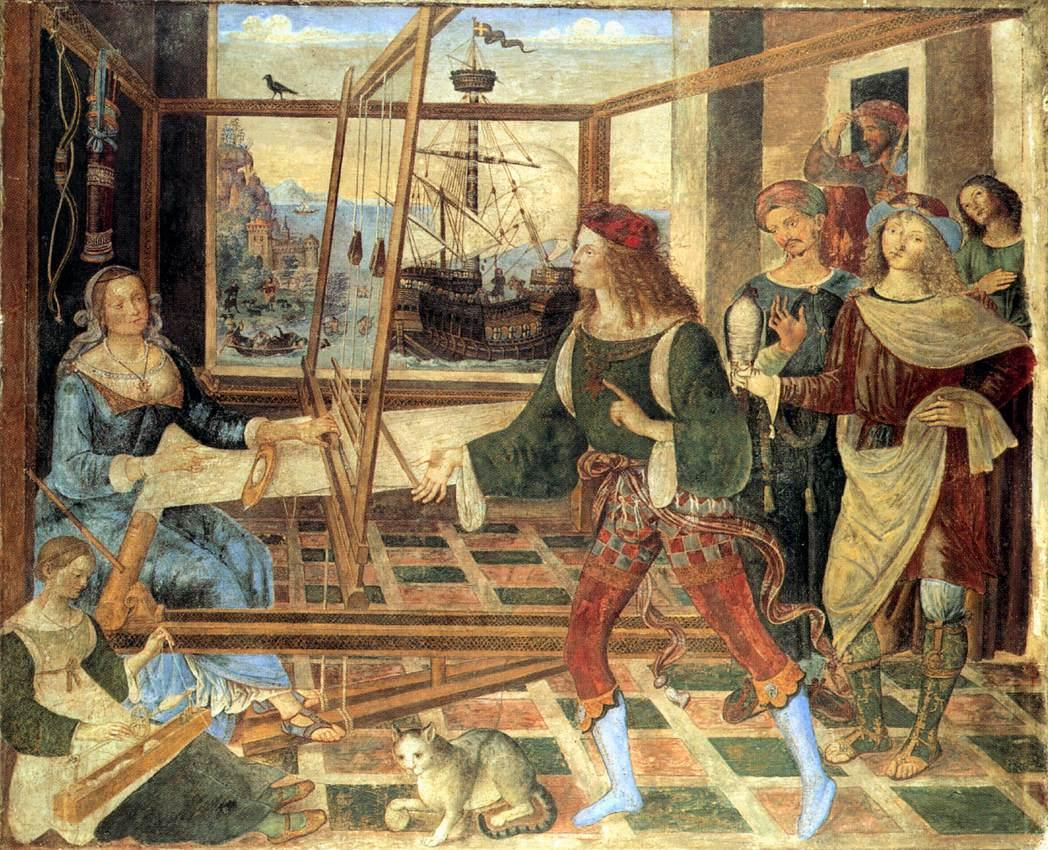
Întoarcerea lui Odiseu (tablou de Pinturicchio)